# Platydasys styliferus
Platydasys styliferus är en djurart som tillhör fylumet bukhårsdjur, och som beskrevs av Boaden 1965. Platydasys styliferus ingår i släktet Platydasys och familjen Thaumastodermatidae. Inga underarter finns listade i Catalogue of Life.